# Río D
El río D es un río de Oregón, Estados Unidos, el más corto del mundo (130 m) y el río con el nombre más corto. Su nombre se aceptó tras la aprobación de Mrs. Johanna Beard, y fue oficialmente aprobado por U.S. Geographic Board of Names.
El libro Guinness de los récords nombró en 1989 al río Roe como el río más corto del mundo, pero se hizo una segunda medición al río D, y en 2006 se nombró como el río más corto.
El río ha sido conocido por varios nombres, entre ellos "the outlet".